# 托瓦科 (新澤西州)
托瓦科（英語：Towaco）是位於美國新澤西州摩里斯縣的普查規定居民點。

## 人口
根據2020年美國人口普查的數據，托瓦科的面積為15.70平方千米，當中陸地面積為15.53平方千米，而水域面積為0.16平方千米。當地共有人口5624人，而人口密度為每平方千米358.22人。